# 夏爾-馬里·魏多
夏爾-馬里·讓·阿爾貝·魏多（法語：Charles-Marie Jean Albert Widor，1844年2月21日—1937年3月12日）是一名法國管風琴師，作曲家和音樂教育家。

## 生平
魏多出生於法國里昂，其家庭為管風琴工匠；幼時與其父親弗朗索瓦-夏爾·魏多習樂。魏多家族的一名好友，阿里斯蒂德·加菲里-高也是管風琴工匠，並欣賞魏多的才華，結果於1863年帶他到布魯塞爾跟雅克-尼古拉·林曼斯學習管風琴技巧和弗朗索瓦-約瑟夫·費提斯學習作曲。
1870年，經加菲里-高，古諾和聖桑的遊說，25歲的魏多出任全法國最負盛名的聖敘爾比斯教堂臨時管風琴師。該教堂的管風琴為加菲里-高的代表作，由於該管風琴的特色和構造，魏多得到不少音樂靈感。魏多後來出任該職位直到1933年，長達64年，而繼任人為其學生馬塞爾·杜培。同時，魏多於1890年取代了塞薩爾·弗蘭克在巴黎音樂舞蹈學院的管風琴教授職位；他後來於1896年卸下管風琴教授職位而轉任作曲教授。
魏多最出名的管風琴樂曲為第五管風琴交響樂曲的托卡塔曲，而該曲常於婚禮退場或聖伯多祿教堂的子夜彌撒演奏，其曲的通稱為魏多的托卡塔曲。雖然他的第四管風琴交響樂也有托卡塔曲，但其節奏與風格則與第五大大不同。第五管風琴交響樂的托卡塔曲為法國浪漫管風琴樂派的代表作，並影響了里安·布艾文，米堯和杜培的作品。魏多常為第五交響樂的托卡塔曲的名聲感到自豪，但對其他管風琴師彈奏的速度抱有微言。大多的管風琴師會彈得比魏多快，而魏多喜歡彈得慢一點，從而突顯樂曲的每一個發音動作。魏多在他89歲時把該曲和他的另一份作品哥德交響曲一起錄下，而該版本的節奏也是頗慢。
魏多在巴黎教出不少出名的作樂家，如路易·维尔纳，夏爾·图內米爾，米堯，杜培，埃德加·瓦雷兹等人。艾伯特·史懷哲曾跟魏多學習，並於1912年至1914年合作註釋並出版了巴哈的管風琴作品。因為魏多的師傅林曼斯是巴哈管風琴作品的闡述者，所以他經常建議史懷哲以神學的角度探討巴哈的宗教音樂。魏多寫下不少樂器和合奏團作品，特別是聲樂和鋼琴，也有四部歌劇和一部芭蕾舞劇，但現今只有其管風琴音樂為常奏樂曲。魏多對同行的擴展聲調實驗等新作風不感興趣，但其音樂仍富有特色和驚喜。
魏多經常為他過去的作品進行校訂，即使該作品已出版多時。他的傳記作者約翰·尼亞曾如曾描述他：最後，過了六十年後，我們會在某些交響樂中發現超過八種版本。此外，他的好學和修養令他於1892年獲勳騎士勳位，於1910年被舉薦於法蘭西學會，並於1914年出任法蘭西藝術院的常任秘書長。在1921年，魏多在楓丹白露創辦了美國音樂學院，並出任總監此位至1934年，而其後拉威爾繼承該位。
1920年，魏多於76歲時娶了36歲的瑪蒂爾德·德·孟德斯鳩·費臣錫，而瑪蒂爾德與很多歐洲有名家族有關聯。她於1960年去世，而兩人沒有後嗣。1933年12月31日，魏多辭去在聖敘爾比斯教堂管風琴師一位。三年後他中風，結果令他的右半身癱瘓。1937年3月12日，魏多在巴黎家中病逝，四天後下葬於聖敘爾比斯教堂的地下室。

## 管風琴交響樂
魏多的管風琴作品包括十部管風琴交響樂，三首管弦樂團和管風琴交響樂，拉丁組曲（Suite Latine），三部新作品（Trois Nouvelles Pièces），以及六首巴哈作品改編曲，巴赫的備忘錄（Bach's Memento）。其中管風琴交響樂對管風琴曲目有很大的影響力。
對為某一種樂器的樂曲給予交響曲之名是不尋常的。魏多當時為重生在19世紀已末落的法式管風琴音樂的先鋒。而在此復甦活動中的推動者阿里斯蒂德·加菲里-高，開闢了一種新風格：交響樂式。在巴洛克音樂或古典音樂中，管風琴的設計是用於演出清晰和清脆的對位音樂。而加菲里-高的管風琴則能演出很柔和的聲音，使當年的同音異義音樂能在管風琴上發揮光芒。這種新型的管風琴令作曲家勇於寫出一些富有交響樂色彩的作品。此風格不但影響法國樂壇但也對李斯特，羅伊布克和雷格爾造成一定的影響。
魏多的作品一般可分為三個部分。第一部分主要為第一至四的管風琴交響樂（編號13），而它們的特色偏向組曲多於交響樂。此為魏多的早期音樂風格。魏多其後修正了那些作品，而其中某些修正較為龐大和多。這些作品展示出魏多多元的風格，但難以和後期的作品相提並論。
自編號42的交響樂後，魏多的對位法更為熟練和精細，也大大利用了加菲里-高的管風琴的特性來配合自己的作品。第五交響樂有五個樂章，而最後的樂章就是負有盛名的托卡塔曲。第六交響樂的開頭曲也是非常有名。第七和第八交響樂為魏多最長的交響樂，而它們的意義頗為模糊。第七夜響樂有六個樂章，而第一版本的第八交響樂有七個樂章（魏多在修訂本中除去序曲）。
第九和第十交響樂，哥德（Gothique）和浪漫（Romane）則較為自省和反思。它們都是從單旋律聖歌或素歌取材。哥德交響樂第二樂章的持續的行板（Andante sostenuto）為魏多最喜愛的作品。而浪漫交響樂的第三樂章輕快的抒情曲（Cantiléne）中是在他所有作品中唯一一部使用到四條五線譜。一般來說，此兩部作品為魏多音樂作品的高峰，但知名度則不如第五和第六交響樂。

## 外部連結
- (Embellishments), John R. Near, The Complete Organ Symphonies of Charles-Marie Widor
- Toccata in F from Symphony No. 5 interactive hypermedia (Shockwave Player required) at the BinAural Collaborative Hypertext
- Performances of organ works by Charles-Marie Widor in MIDI format at Logos Virtual Library （页面存档备份，存于）
- 维多尔的免费乐谱，由国际乐谱典藏计划提供